# Villa Bisignano

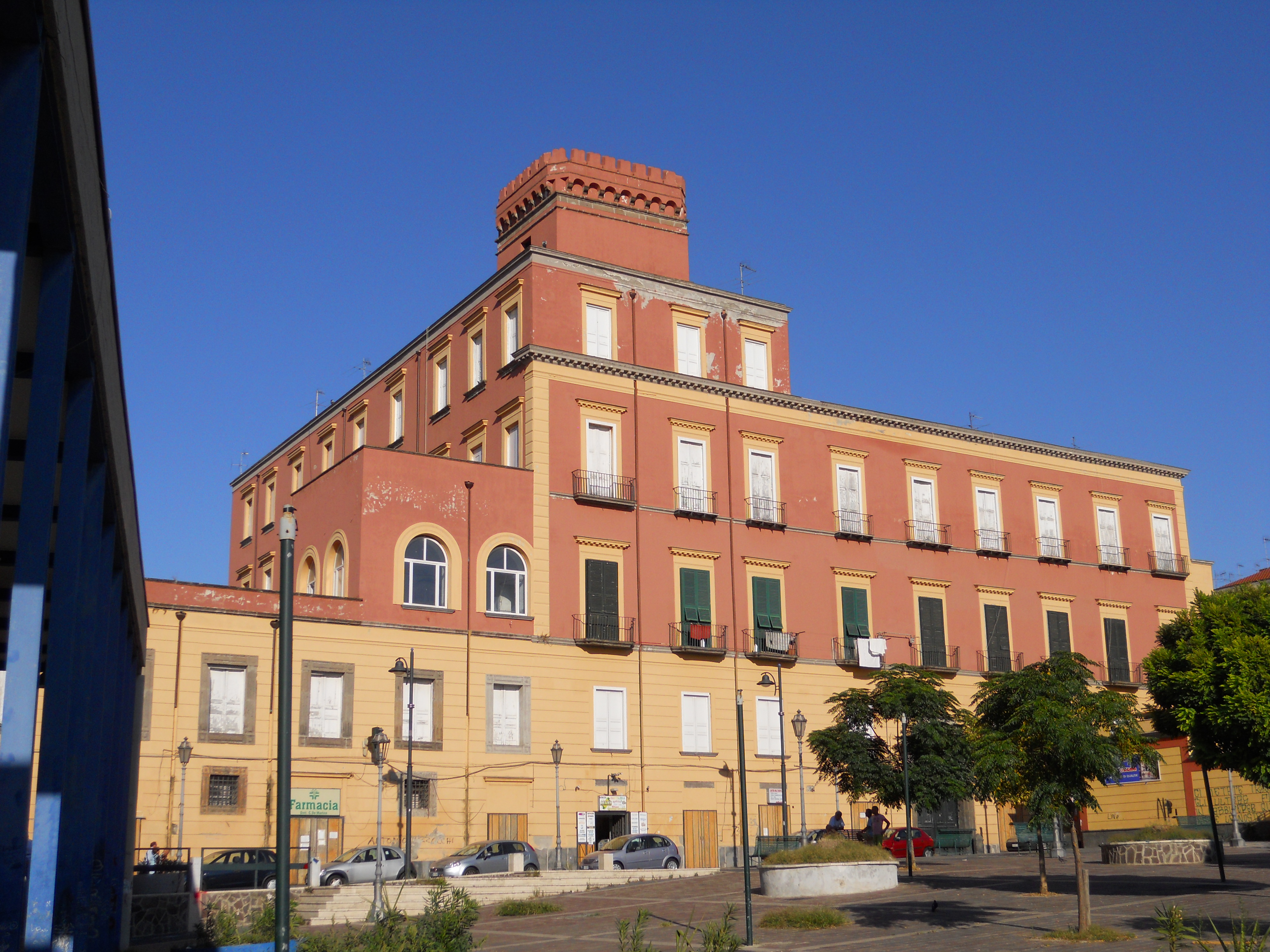
Villa Bisignano in Neapel

Die Villa Bisignano (Villa dei Sanseverino, Principi di Bisignano e Conti di Chiaromonte), auch Villa Roomer oder Palazzo Rodinò (nach dem Namen der letzten Eigentümer, da die letzte Erbin der Bisignanos einen Rodinò di Miglione heiratete), ist ein Landhaus aus dem 15. oder 16. Jahrhundert im Viertel Barra von Neapel in der italienischen Region Kampanien. Es liegt im Gebiet der Miglio d’oro am Corso Sirena.

## Geschichte und Beschreibung
Die Familie Carafa di Maddaloni ließ die Villa um 1500 erbauen. Im Jahre 1630 ließ sie der flämische Bankier und neue Eigentümer Kasper Roomer erweitern; er brachte dort auch seine berühmte Sammlung von Kunstwerken unter. In der Villa gibt es Fresken von Aniello Falcone, die auf das Jahr 1647 datiert sind und die der Künstler für die Roomers malte. Dort sind eine große Schlacht und die Geschichten von Moses dargestellt. Das Gewölbe des Raums, der einst die Bibliothek der bekannten Persönlichkeit war, ist mit fünf Fresken dekoriert: „Die Schlacht zwischen Israeliten und Amalachiten“, „Der Zug durchs Rote Meer“, „Die Verehrung der bronzenen Schlange“, „Moses schlägt Wasser aus dem Felsen“ und „Die Auffindung des Moses“.
Das heutige Aussehen des Gebäudes ist auf die Restaurierungen im 18. Jahrhundert und die Umbauten der späteren Eigentümer, der Sanseverinos, Herzöge von Bisignano und Grafen von Chiaromonte, zurückzuführen.
Der gesamte Gebäudekomplex, umgeben von einem Park, der den Botanischen Garten und wertvolle Skulpturen enthält, zeigt sich in gutem Erhaltungszustand. Man kann die Architekturstile der verschiedenen Bauepochen unterscheiden. Der Mittelteil trägt den Fußabdruck des 16. Jahrhunderts mit seinem rechteckigen Grundriss und ist nach einem modularen Schema aufgebaut. Dagegen ist der Turm, der das Gebäude auszeichnet, vielleicht eine Erinnerung an die turmbewehrten Villen, die es in Barra bereits seit dem Ende des 15. Jahrhunderts gibt.
Der Grundriss des Landhauses hat U-Form und öffnet sich auf einen Hof mit Vorhallen, der, wie man aus der Landkarte des Duca di Noja von 1775 erkennen kann, zur Allee hinzeigt, die den Zugang zum Park vermittelt. Auf der Vorhalle und auf den Seitenflügeln zum Hof hin verläuft eine weitläufige Terrasse mit Balustrade aus fein behauenem Piperno, von der aus man den Vesuv und das Meer sehen kann. Der Hof und die Terrasse legen nahe, dass sie früher für Feste und Theateraufführungen genutzt wurden: Die Architektur selbst bildet ein beeindruckendes Bühnenbild. Es entwickelt sich ein effizientes, ausdrucksstarkes Spiel zwischen der strengen Solidität des Erdgeschosses und der eleganten Leichtigkeit der Loggien im ersten Obergeschoss, wo die Treppe mit drei Rampen als höfisches Verbindungselement fungiert.
Den Zeitraum der Bauarbeiten kann man auch an einer Steintafel ersehen, die im Empfangssalon eingemauert und auf das Jahr 1776 datiert ist.
Viele Jahre lang war in der Villa die staatliche Mittelschule Giulio Rodinò untergebracht.